# 루 가루: 기피 해야 할 늑대
《루 가루: 기피 해야 할 늑대》(ルー=ガルー 忌避すべき狼)는 교고쿠 나쓰히코 작가의 SF소설 혹은 이것을 원작으로 한 히구치 아키히코 글, 그림의 만화, 및 애니메이션 영화를 말한다. 줄여서 루 가루라고 한다.